# 汉南郡
汉南郡，唐朝时设置的郡。
至德二载（757年）改安康郡置，治所在西城县（今陕西省安康市）。辖境约当今陕西省石泉县以东、洵阳县以西的汉水流域。下辖西城县、洵阳县（今陕西省旬阳县西南）、淯阳县（今陕西省旬阳县蜀河镇）、石泉县（今陕西省石泉县）、汉阴县（今陕西省汉阴县西南）、平利县（今陕西省平利县老县镇吊楼子）。乾元元年（758年）改置金州。
唐朝汉南郡太守
- 李权（755年—758年）